# نادر رستملی
نادر رستملی (به انگلیسی: Nadir Rustamli) (زاده ۸ ژوئیهٔ ۱۹۹۹) خواننده آذربایجانی است.
او نماینده آذربایجان در یوروویژن ۲۰۲۲ بود.